# Rhizocephalus
Rhizocephalus és un gènere monotípic de plantes de la família de les poàcies. És originària del centre i sud-oest d'Àsia.

## Taxonomia
Rhizocephalus orientalis va ser descrita per Pierre Edmond Boissier i publicat en Diagnoses Plantarum Orientalium Novarum, ser. 1, 5: 69. 1844.
Sinonímia
- Crypsis pygmaea Jaub. i Spach
- Heleochloa orientalis (Boiss.) Dinsm.
- Heleochloa pygmaea (Jaub. & Spach) B.D.Jacks.
- Heleochloa turkestanica Litv.
- Rhizocephalus turkestanicus (Litv.) Roshev.[3][4]